# Ваконе
Ваконе (итал. Vacone) је насеље у Италији у округу Ријети, региону Лацио.
Према процени из 2011. у насељу је живело 128 становника. Насеље се налази на надморској висини од 392 м.

## Становништво
| 1931. | 1936. | 1951. | 1961. | 1971. | 1981. | 1991. | 2001. | 2011. |
| ----- | ----- | ----- | ----- | ----- | ----- | ----- | ----- | ----- |
| 462   | 452   | 414   | 349   | 290   | 262   | 265   | 247   | 264   |